# Scotogramma hirsuta
Scotogramma hirsuta är en fjärilsart som beskrevs av Mcdunnough 1938. Scotogramma hirsuta ingår i släktet Scotogramma och familjen nattflyn. Inga underarter finns listade.